# فريدة ماشيني
فريدة ماشيني (توفيت في 30 مايو 2012) هي باحثة إيرانية وناشطة في مجال حقوق المرأة وتابعة للحركة النسوية الإسلامية وحركة الإصلاح الإيرانية.
كانت فريدة عضوة في حزب الإصلاح وحزب جبهة المشاركة الإسلامي. كانت أيضا عضوة في الحركة النسائية الإيرانية. بالإضافة إلى ذلك، كانت فريدة سكرتير جبهة المشاركة النسائية وباحثة في مركز دراسات المرأة الإيراني.
توفيت فريدة إثر إصابتها بالسرطان في 30 مايو عام 2012.

## رؤيتها
رأت فريدة أنه «لا يوجد أي تناقض بين ما هو مكتوب في القرآن الكريم وما ورد في اتفاقية القضاء على جميع أشكال التمييز ضد المرأة».
وقد قالت في هذا الشأن: «يجب علينا أن نكون مثالا للعالم من خلال التصديق على اتفاقية القضاء على جميع أشكال التمييز ضد المرأة وتعزيز مستقبل نسائنا».